# Emera
Emera (in greco antico: ( Ἡμέρα?, Hêméra) è un personaggio della mitologia greca. È una divinità primordiale che rappresenta il giorno.

## Genealogia
Figlia di Erebo e Notte o di Crono o di Caos, generò con Etere la figlia Talassa.

## Mitologia
Emera fu spesso identificata con Era, la regina dei cieli o con Eos, la dea dell'alba.
Pausania ad esempio sembra confonderla con Eos guardando la piastrellatura del portico reale di Atene che illustrava il mito di Eos e Cefalo.
Ogni sera sua madre (la Notte) si allungava da est per coprire il cielo ed oscurare il blu splendente della volta celeste (suo fratello Etere), ma ogni mattina lei (Emera) disperdeva le nebbie della madre per ricoprire di nuovo la terra con la luce di Etere. 

Nelle antiche cosmogonie notte e giorno erano sostanze reali distinte tra loro ed indipendenti dal Sole poiché esso dominava il giorno ma la sua luce non ne era la fonte.